# Spring Hill (Tennessee)
Spring Hill es una ciudad ubicada en los condados de Williamson y Maury en el estado estadounidense de Tennessee. En el Censo de 2010 tenía una población de 29.036 habitantes y una densidad poblacional de 413,47 personas por km².

## Geografía
Spring Hill se encuentra ubicada en las coordenadas 35°44′25″N 86°54′55″O / 35.74028, -86.91528. Según la Oficina del Censo de los Estados Unidos, Spring Hill tiene una superficie total de 70.22 km², de la cual 70.1 km² corresponden a tierra firme y (0.17%) 0.12 km² es agua.

## Demografía
Según el censo de 2010, había 29.036 personas residiendo en Spring Hill. La densidad de población era de 413,47 hab./km². De los 29.036 habitantes, Spring Hill estaba compuesto por el 89.14% blancos, el 5.39% eran afroamericanos, el 0.24% eran amerindios, el 1.64% eran asiáticos, el 0.17% eran isleños del Pacífico, el 1.53% eran de otras razas y el 1.9% pertenecían a dos o más razas. Del total de la población el 5.65% eran hispanos o latinos de cualquier raza.